# Бугаевка (Таловское сельское поселение)
Буга́евка — село в Кантемировском районе Воронежской области России.
Входит в состав Таловского сельского поселения.

## Население
| 1859 | 1897 | 2010 |
| ---- | ---- | ---- |
| 516  | ↗926 | ↘80  |

## Улицы
В селе имеется одна улица — Советская.